# Stephen McLaughlin
Stephen Antony McLaughlin (Donegal, 14 giugno 1990) è un calciatore irlandese, centrocampista del Mansfield Town.

## Caratteristiche tecniche
È un esterno sinistro.

## Carriera
Ha giocato nella prima divisione irlandese.

## Palmarès

### Club

#### Competizioni nazionali
- Coppa d'Irlanda: 1

Derry City: 2012
- Coppa di Lega irlandese: 1

Derry City: 2011